# Klasztor Sióstr Miłosierdzia św. Wincentego w Białymstoku
Klasztor Sióstr Miłosierdzia św. Wincentego à Paulo (szarytek) i dom św. Marcina – żeński klasztor rzymskokatolicki w Białymstoku.

## Historia
Późnobarokowy budynek z dwoma portykami wzniesiony w 1769 r. z fundacji Jana Klemensa Branickiego.
Zniszczony w czasie II wojny światowej, odbudowany w latach 1944–1949 według projektu Stanisława Bukowskiego.